# アンドレイ・アコピャンツ
アンドレイ・アコポヴィチ・アコピャンツ (ラテン文字:Andrey Akopyants、ウズベク語: Андрей Акопович Акопянц、1977年8月27日 - )は、 ウズベキスタン・タシュケント出身の元サッカー選手。元ウズベキスタン代表。ポジションはMF。

## 概要
アコピャンツは両親がアルメニア人であるためアルメニアとウズベキスタン両方の代表を選択できたが、1998年にサッカーウズベキスタン代表に招集され、ウズベキスタン代表としてプレーしていた。
代表では2005年まで活躍し、40試合に出場、6ゴールを挙げている。AFCアジアカップには2000年大会と2004年大会に出場した。